# James Calvert
James William Calvert (Rio de Janeiro, 28 de março de 1891 – São Paulo, 7 de dezembro de 1941) foi um futebolista brasileiro com nacionalidade inglesa.
É irmão do também ex-futebolista Edward Calvert.
Calvert é o primeiro e único jogador inglês a atuar pelo Santos na história.

## Carreira
Calvert nasceu no Rio de Janeiro, mas teve nacionalidade inglesa, sendo que o pai de James, Levi Calvert, era imigrante inglês e funcionário da Fábrica Têxtil Alliance. Ainda muito criança, James foi mandado à Inglaterra, junto a seu irmão Edgard.
James começou sua carreira no Rio Cricket, mas logo em seguida se transferiu ao Bangu, onde jogou pouco pelo clube alvirrubro.
Em 1911, chegou ao Fluminense, estreando em maio daquele ano. Ao chegar no Tricolor ganhou destaque, sendo peça fundamental da equipe na conquista do Campeonato Carioca de 1911, no qual foi o artilheiro do certame com 7 gols. Calvert foi um dos únicos dois titulares da equipe do Fluminense (junto de Oswaldo Gomes) que não deixaram a equipe na cisão que levou nove jogadores ao Flamengo, que havia criado seu Departamento de Esportes Terrestres. James esteve no primeiro Fla-Flu da história, no dia 7 de julho de 1912, no Estádio das Laranjeiras, que terminou com uma vitória de 3 a 2 para o Fluminense, sendo um dos gols marcados por James. Se despediu do clube em 1916, sendo sua última partida em 30 de abril, contra o A. A. Palmeiras.
Os ingleses James e Edgard Calvert chegaram ao Santos no início da década de 20, mas apenas James atuou pela equipe principal santista. A única aparição do inglês pelo Peixe aconteceu em 1 de agosto de 1920, na partida diante da Associação Atlética das Palmeiras, em Vila Belmiro, com derrota santista por 5 a 4.

### Títulos
Fluminense
- Campeonato Carioca: 1911
- Torneio Início: 1916

#### Individuais
- Artilheiro do Campeonato Carioca: 1911 (7 gols)[2][11]